# STS-119
STS-119（国际空间站任务编号15A）是一次载人航天任务，此次飞行任务使用发现号航天飞机执行，主要任务为国际空间站补给及运送远征18成员若田光一与综合桁架结构中的S6桁架。这是发现号的第36次飞行，这也是美国航天飞机总的125次飞行。

## 机组人员
STS-119任务机组人员发射与返回都分别有7人。其中发射时搭载航天飞机的成员若田光一通过STS-127返回地球，返回时增加的乘员桑德拉·马格努斯则是通过STS-126进入国际空间站。发射成员中，约瑟夫·M·阿卡巴、理查德·阿诺德都是教师，这也是有史以来首次有两名教师进入太空。
| 岗位                  | 发射乘组                                        | 返回乘组                               |
| --------------------- | ----------------------------------------------- | -------------------------------------- |
| 指令长                | 李·阿尔尚博，NASA 第2次飞行                     | 李·阿尔尚博，NASA 第2次飞行            |
| 驾驶员                | 多米尼克·安东内利，NASA 第1次飞行               | 多米尼克·安东内利，NASA 第1次飞行      |
| 任务专家1             | 约瑟夫·M·阿卡巴，NASA 第1次飞行                 | 约瑟夫·M·阿卡巴，NASA 第1次飞行        |
| 任务专家2             | 史蒂文·斯旺森，NASA 第2次飞行                   | 史蒂文·斯旺森，NASA 第2次飞行          |
| 任务专家3             | 理查德·阿诺德，NASA 第1次飞行                   | 理查德·阿诺德，NASA 第1次飞行          |
| 任务专家4             | 约翰·菲利普斯, NASA 第3次飞行                   | 约翰·菲利普斯, NASA 第3次飞行          |
| 国际空间站 飞行工程师 | 若田光一, 宇宙航空研究开发机构 远征18 第3次飞行 | 桑德拉·马格努斯, NASA 远征18 第2次飞行 |

## 任务概况

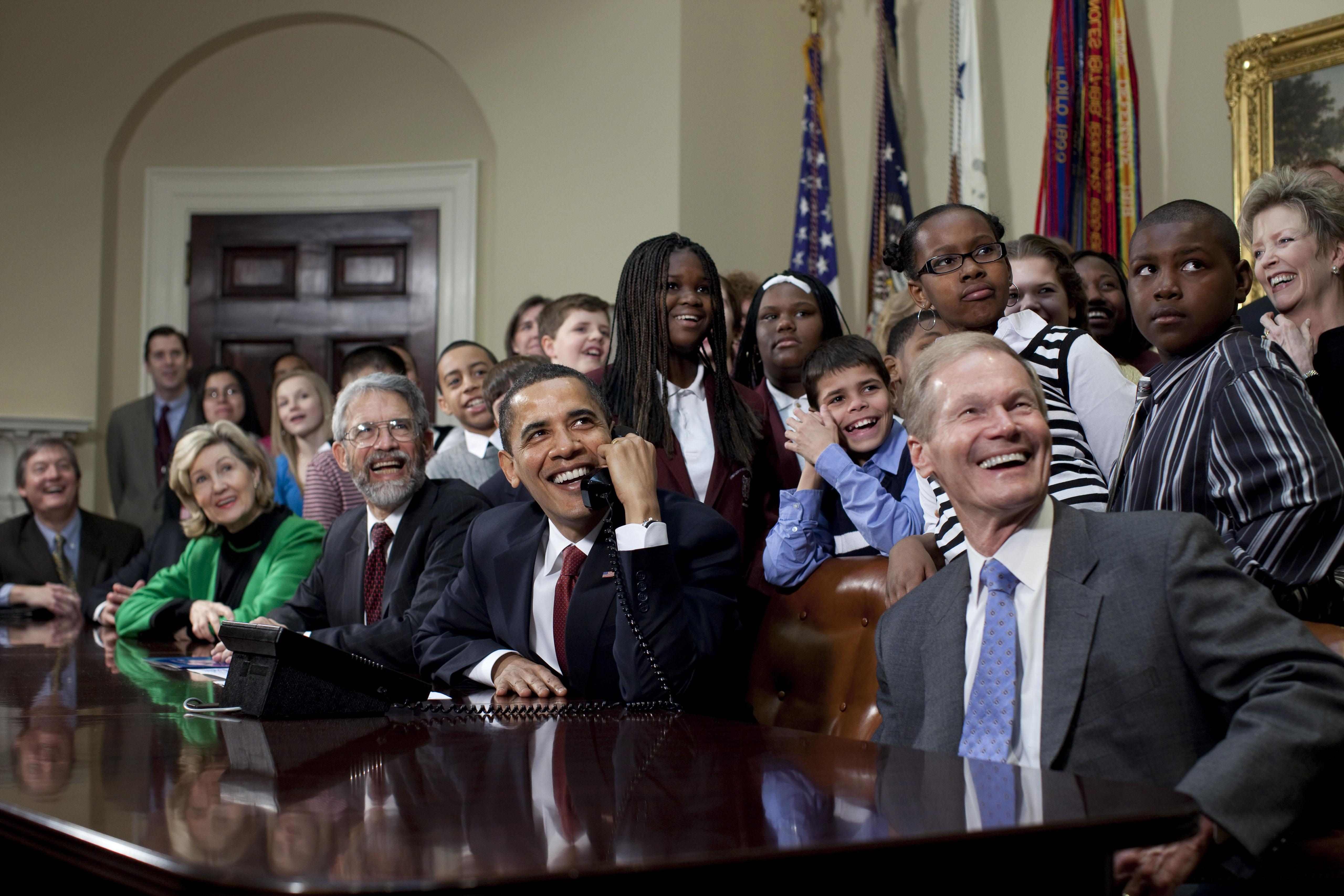
美国总统奥巴马与空间站和航天飞机宇航员通电话

发现号航天飞机于美国东部时间2009年3月15日19时43分（协调世界时23时43分）于美国佛罗里达州肯尼迪航天中心39号发射台发射升空，于3月17日17时20分（协调世界时21时20分）与国际空间站和谐号节点舱对接，于3月25日15时53分（协调世界时19时53分）解除对接，于3月28日15时13分（协调世界时19时13分）降落于肯尼迪航天中心航天飞机着陆设施。航天飞机原计划于2月12日发射，但因飞行控制阀的安全隐患未彻底排除，共五次推迟发射时间，这也导致哈勃望远镜的维护时间也随之推迟，远征18考察组成员尤里·隆恰科夫与迈克尔·芬克原定于2月底进行的舱外活动也随之取消。为避免与紧随其后于3月26日发射的联盟TMA-14冲突，此次任务时长被迫缩短。
此次发射的主要任务为运送与安装国际空间站S6桁架及太阳能电池板，这也是国际空间站最后一组太阳能电池板，并使国际空间站太阳能电池板的总发电功率达到120千瓦。此外还为国际空间站运送了新的水循环配件。S6桁架于3月18日从航天飞机载荷舱中运出，并在之后的舱外活动中安装。
在3月24日，美国总统奥巴马与国际空间站与航天飞机宇航员通电话，共持续半个多小时。这也是奥巴马首次与国际空间站通电话，陪同的还有国会议员与来自华盛顿的中学生。

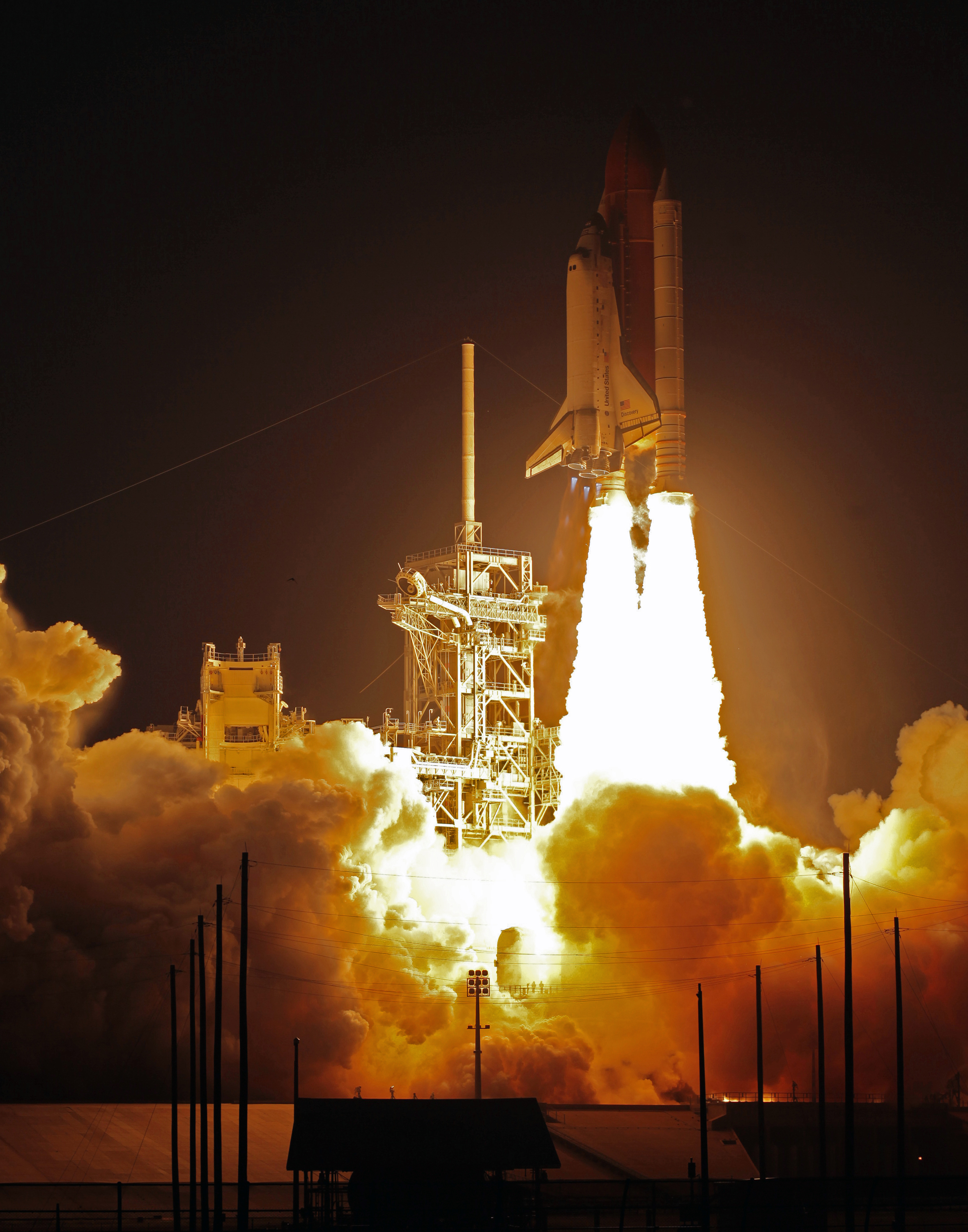
STS-119发射
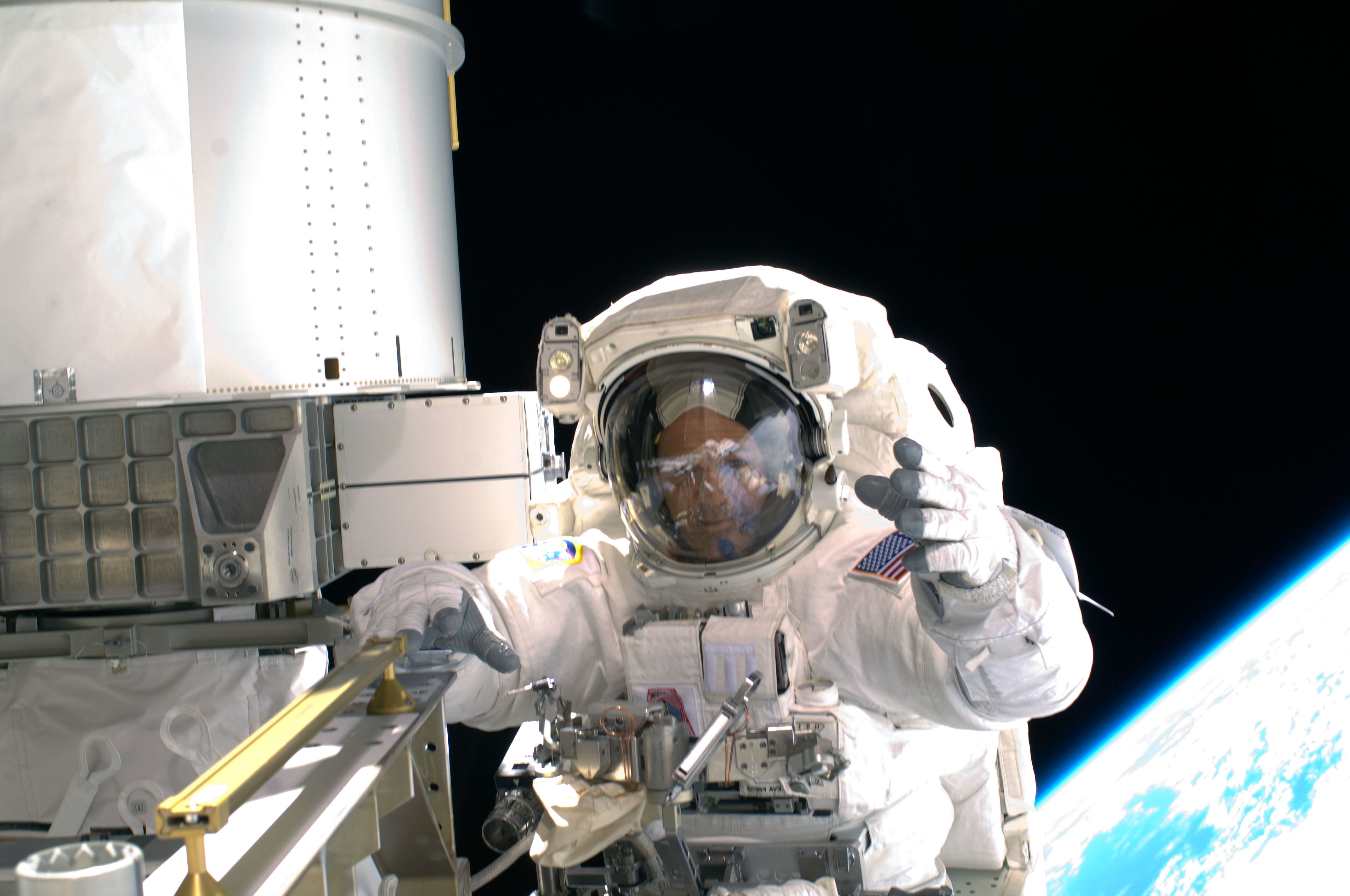
第一次舱外活动，图中为阿诺德
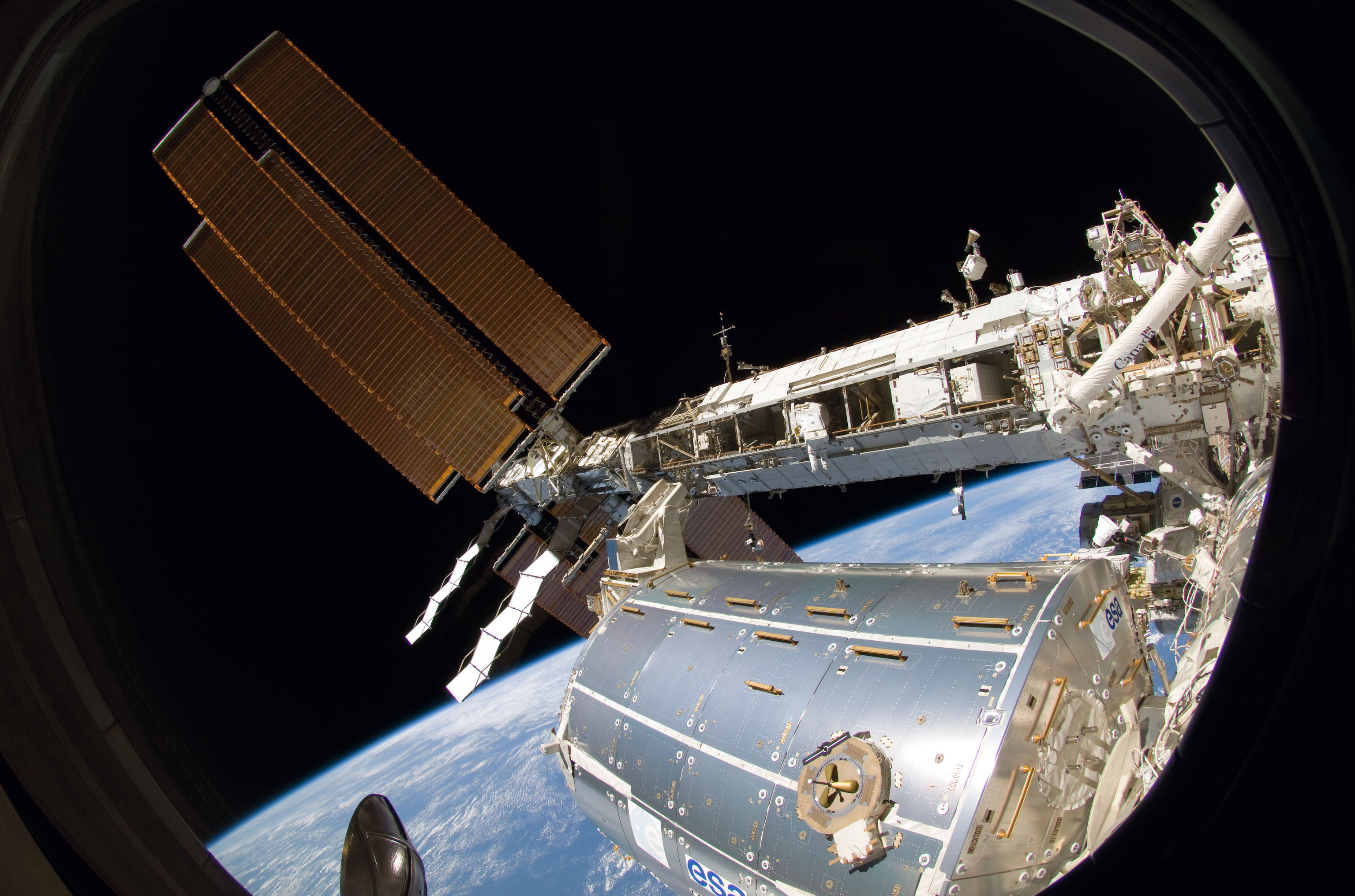
展开的S6桁架太阳能电池板
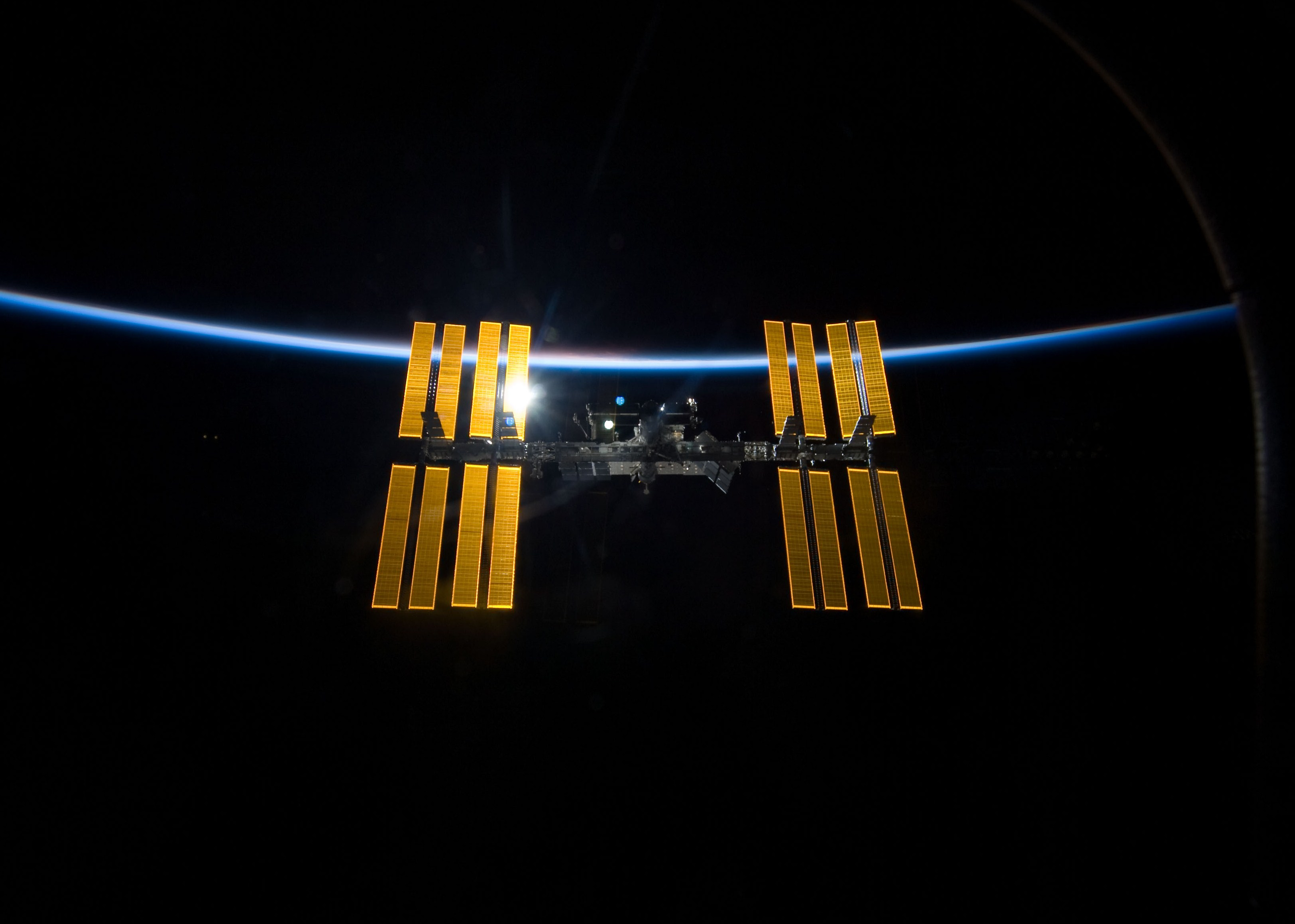
返回的STS-119拍摄的国际空间站
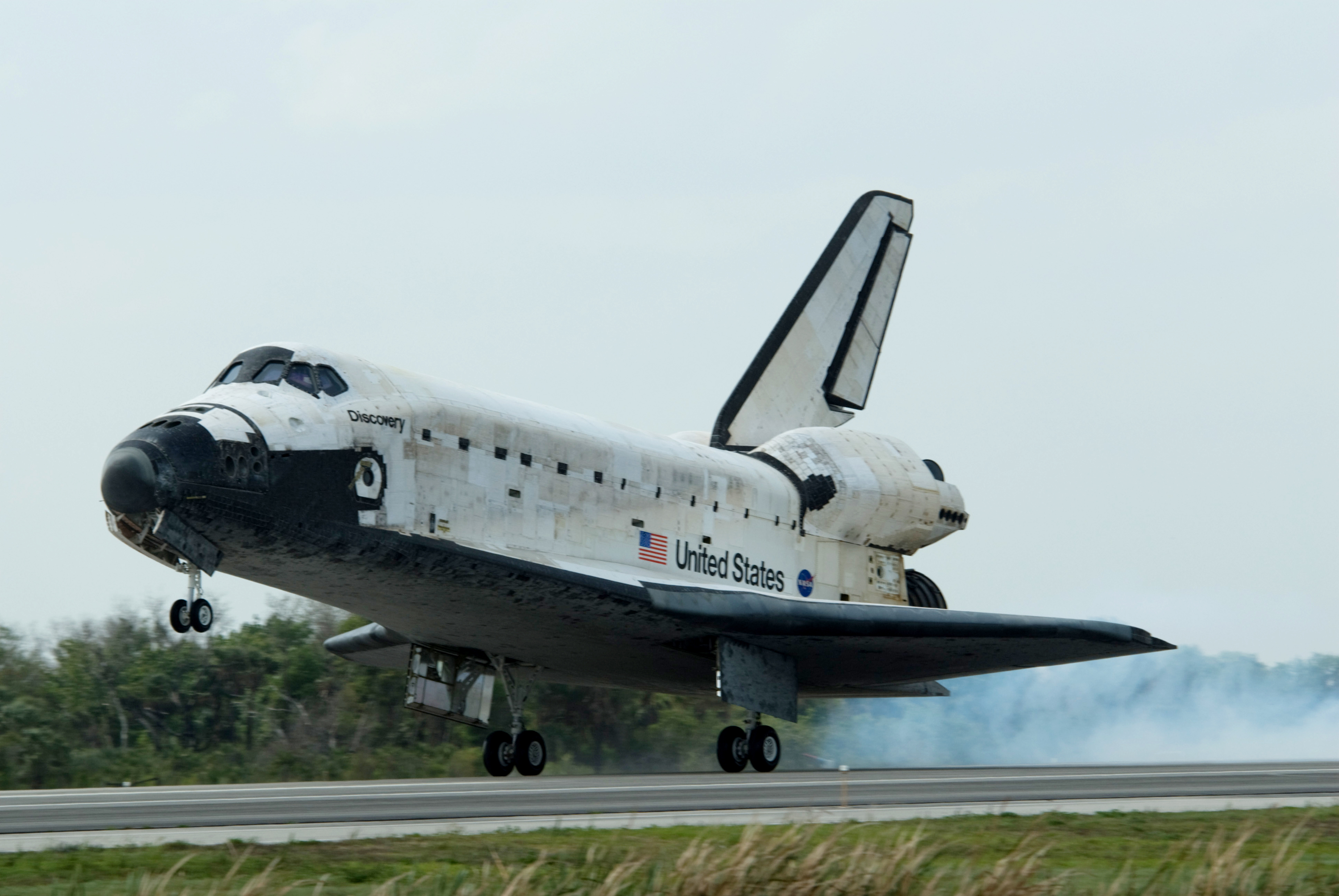
STS-119着陆

### 舱外活动
STS-119任务原计划进行四次舱外活动，但因任务缩短而减至三次。在第二次舱外活动中，约瑟夫·阿卡巴因操作失误导致平台只能部分展开，在第三次舱外活动中宇航员仍然没能修复，只好用绳索将平台固定，防止其晃动。
| 次数            | 宇航员                                    | 开始时间                | 结束时间                | 时间长度    | 介绍                                                                       |
| --------------- | ----------------------------------------- | ----------------------- | ----------------------- | ----------- | -------------------------------------------------------------------------- |
| 第1次 总第121次 | 史蒂文·斯旺森, 第3次 理查德·阿诺德, 第1次 | 2009年3月19日 17:16 UTC | 2009年3月19日 23:23 UTC | 6小时7分钟  | 安装S6桁架                                                                 |
| 第2次 总第122次 | 史蒂文·斯旺森, 第4次 约瑟夫·阿卡巴, 第1次 | 2009年3月21日 16:51 UTC | 2009年3月21日 23:21 UTC | 6小时30分钟 | 为STS-127工作做准备 在希望号实验舱外安装GPS天线 为P1、S1桁架上的散热板拍照 |
| 第3次 总第123次 | 约瑟夫·阿卡巴, 第2次 理查德·阿诺德, 第2次 | 2009年3月23日 15:37 UTC | 2009年3月23日 22:04 UTC | 6小时27分钟 | 重新布置乘员设备推车 润滑机械臂                                            |